# Polybiinae
De Polybiinae zijn een onderfamilie van krabben (Brachyura) uit de familie Carcinidae.

## Geslachten
De Polybiinae omvatten de volgende geslachten:
- Benthochascon Alcock & Anderson, 1899
- Brusinia Števčić, 1991
- Liocarcinus Stimpson, 1871
- Ovalipes Rathbun, 1898
- Polybius Leach, 1820